# Adauto Joaquim da Cruz
Adauto Joaquim da Cruz (Triunfo, 30 de agosto de 1881 — ?) foi um comerciante, notário, jornalista e político brasileiro.
Filho de Bernardino Antônio da Cruz, veterano da Guerra do Paraguai, e de Leonor de Magalhães, em 9 de maio de 1904 foi nomeado escrivão da Coletoria de Caxias do Sul, permanecendo no ofício até 10 de novembro de 1912, quando se exonerou. Logo em seguida, no dia 18, foi nomeado tesoureiro municipal. Em fins de 1913 recebeu um Voto de Louvor do Conselho Municipal pelo seu zelo, competência e dedicação como tesoureiro, cargo que manteria por muitos anos. Em 4 de julho de 1914 foi nomeado major da Guarda Nacional, e em 25 de abril de 1915 eleito 2º tesoureiro do Clube de Oficiais. Em junho do mesmo ano assumiu a direção do jornal O Brazil, órgão do Partido Republicano Rio-Grandense, ao qual era filiado, deixando o cargo em 26 de agosto de 1916.
Em 10 de janeiro de 1917 foi nomeado vice-intendente para o quadriênio 1917-1920, na gestão de José Pena de Moraes. Neste período assumiu a Intendência como interino por ocasião de licença do titular, deixando a Tesouraria temporariamente a cargo de João Lucena Júnior e governando entre 30 de junho e dezembro de 1918, quando promoveu a exposição em Porto Alegre e no Rio de Janeiro de amostras de milho produzido na cidade, organizou com grandes solenidades a recepção da embaixada italiana, implementou medidas para contenção da epidemia de gripe espanhola, embelezou a Praça Dante Alighieri e criou um centro de socorro para distribuição de mantimentos aos indigentes enfermos.
Em novembro de 1921 assumiu a direção da Caixa de Depósitos Populares da Coletoria Municipal, no início de abril de 1924 exonerou-se da Tesouraria, poucos dias depois já aparece como notário interino do 1º Cartório de Notas e em 1934 é registrado como 1º notário, permanecendo nesta função até aposentar-se por motivo de doença em 6 de julho de 1939, quando recebeu muitos elogios pela sua longa carreira de devotamento à coisa pública, sempre pautando "sua vida funcional e privada dentro da honradez, cumprindo sempre, com honestidade à toda prova, seus deveres de homem e de funcionário íntegro". No entanto, depois continuou a oferecer serviços privadamente, como elaboração de contratos, testamentos, requerimentos e compromissos de compra e venda.
Foi ainda dono de uma padaria, vendida em 1911, e sócio do estúdio fotográfico Calegari & Cruz, junto com Júlio Calegari, famoso fotógrafo local, empresa da qual se retirou em 1917, tesoureiro do Recreio Aliança (1910), presidente da 2ª Seção Eleitoral Federal (1916), vice-presidente do Tiro de Guerra (1917), diretor da Liga Pró-Pátria e Aliados (1917), um dos fundadores e membro da Comissão de Propaganda do Centro Republicano (1922), e imperador da Festa do Divino (1937). Casado com Francisca da Silva e depois com Ana Ferreira e Emília dos Santos, deixou os filhos José Fernando, Carmita, Adauto Filho, Celyra Alcides e Gessy (Jessie).